# Mesoleuca herzi
Mesoleuca herzi är en fjärilsart som beskrevs av Louis Beethoven Prout 1939. Mesoleuca herzi ingår i släktet Mesoleuca och familjen mätare. Inga underarter finns listade i Catalogue of Life.